# 경제 체제의 유형

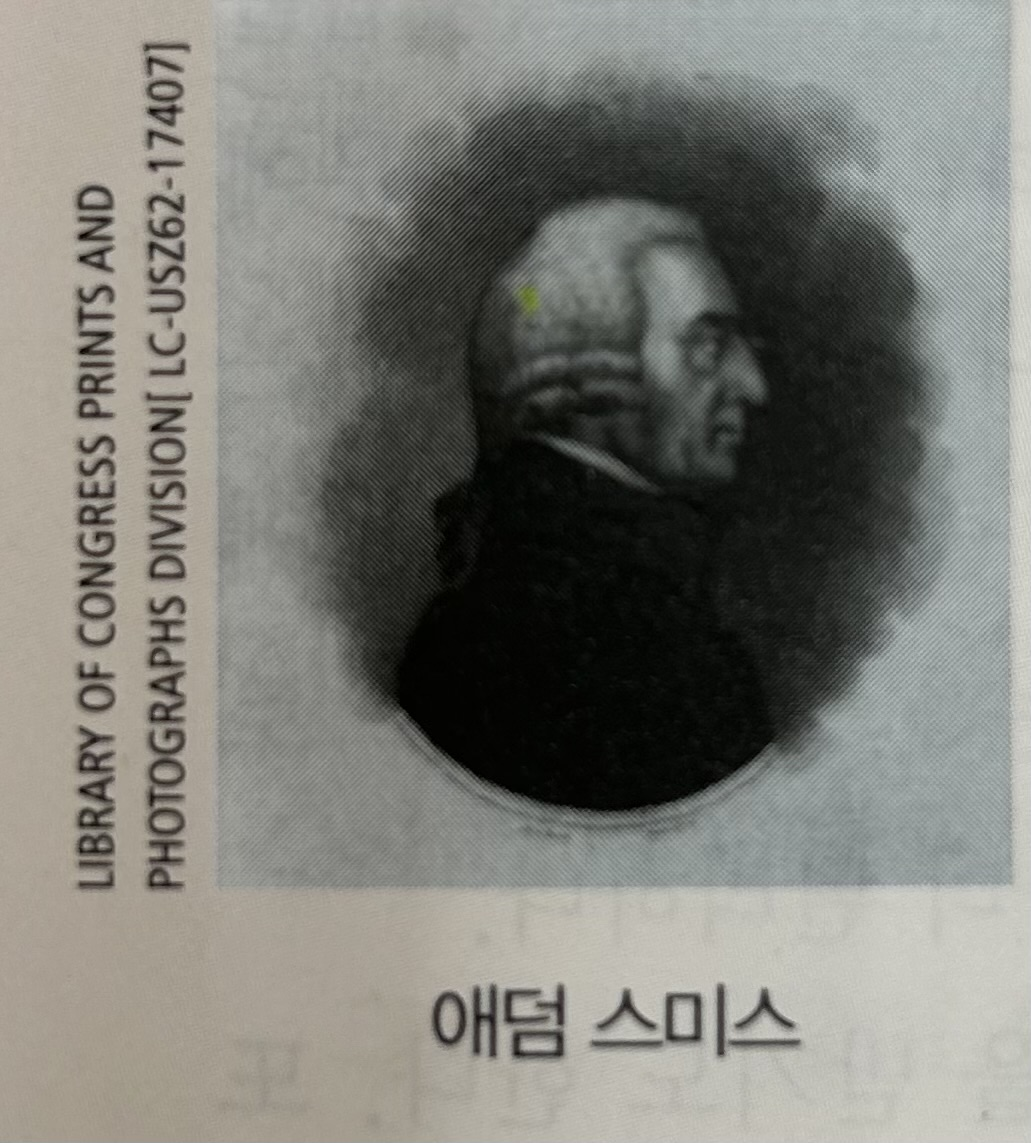

경제 체제란,기본적인 경제 문제를 해결하기 위해 합의된 제도나 방식을 말한다. 경제 체제는 경제 문제를 해결하는 방식에 따라 전통 경제 체제, 계획 경제 체제, 시장 경제 체제의 세 가지 유형으로 분류할 수 있으며, 생산 수단 소유 형태에 따라 사회주의 경제 체제와 자본주의 경제 체제의 두 가지 유형으로 분류할 수 있다.

## 전통 경제 체제
전통 경제 체제는 전통, 관습, 종교 등에 의해 경제 문제를 해결하고자 하는 경제 체제이다. 장점으로는 경제 생활이 안정적이고, 사회가 안정성을 갖고 지속성이 보장되는 것이 있다. 그러나 이러한 경제 체제는 전통과 관습에 의해 경제 주체들의 경제 활동이 제한되며, 사회 변화 및 발전에 제약이 있고, 외부 변화에 신속하게 대처할 능력이 부족하다는 한계가 있다.

## 계획 경제 체제
계획 경제 체제는 정부의 결정과 통제에 의해 경제 문제를 해결하고자 하는 경제 체제이다. 주로 사회주의와 결합하여 사유 재산권이 원칙적으로 부정되어 생산 수단이 국유화되고, 개별 경제 주체의 경제 활동에 대한 자유가 제한된다. 장점으로는 정부의 계획에 의해 부와 소득의 불평등이 완화되고, 정부의 명령과 계획에 따른 자원 배분 등으로 사회의 주요한 목적을 신속하게 달성할 수 있다. 그러나 사유 재산권과 경제 활동 자유에 대한 제약이 있기 때문에 경제적 유인이 부족하여 경제 활동의 창의성과 역량 발휘가 저해되고, 자원이 비효율적으로 배분되며, 소비자의 다양한 욕구를 반영한 계획 수립이 어렵다는 한계가 있다.

## 시장 경제 체제
시장 경제 체제는 시장 원리에 의해 경제 문제를 해결하고자 하는 경제 체제이다. 주로 자본주의와 결합하여 사유 재산권이 보장되고, 시장 가격에 기초하여 개별 경제 주체의 자유로운 의사 결정이 보장된다. 즉, 개별 경제 주체의 사적 이윤 추구 활동이 보장된다. 장점으로는'보이지 않는 손'의 작동으로 자원이 효율적으로 배분되며, 사유 재산권 보장으로 개인의 능동성과 창의성이 발휘될 수 있다. 그러나 빈부 격차가 발생하면서 형평성이 저해되고, 급격하게 경기가 변동될 가능성이 있기 때문에 시장의 안정성이 저해될 우려가 있다.